# Gerd Schreiber
Gerd Schreiber (* 2. April 1912 in Hirschberg im Riesengebirge, Provinz Schlesien; † 2004) war ein deutscher Marineoffizier; er war Korvettenkapitän der Kriegsmarine und später Flottillenadmiral der Bundesmarine.

## Leben
Schreiber trat 1931 in die Reichsmarine ein und wurde am 1. April 1935 Leutnant zur See. In der Kriegsmarine diente er 1936 auf U 34.
Von Juni 1939 bis November 1939 war er Torpedooffizier auf dem Leichten Kreuzer Königsberg und kam dann bis Januar 1940 zur Ausbildung zur U-Boot-Ausbildungsflottille. Von Anfang Januar 1940 bis Ende Juli 1940 war er als Kapitänleutnant Kommandant von U 3. U 3 wurde während seines Kommandos im März/April 1940 beim Unternehmen Weserübung als Frontboot eingesetzt, ohne dass dabei auf zwei Feindfahrten feindliche Schiffe versenkt oder beschädigt wurden.
Ende August 1940 übernahm er, nachdem er bereits ab Juli 1940 bei der Baubelehrung zum Boot anwesend gewesen war, das neu in Dienst gestellte U-Boot U 95. Nach sieben Unternehmungen, wobei acht Schiffe mit 28.415 BRT versenkt wurden, kam es zum Verlust des Bootes. Ende November 1941 entdeckte die Brückenwache von U 95 bei einer Verlegungsfahrt von Lorient ins Mittelmeer in der Nacht ein Objekt. Schreiber befahl die Gefechtsstellung, ließ aber im Glauben, es handle sich um ein deutsches oder italienisches U-Boot, das deutsche Erkennungslichtsignal übermitteln. Es handelte sich aber um das im britischen Dienst befindliche niederländische U-Boot O 21, welches U 95, da bereits die Fronttorpedos verschossen waren, mit einem Hecktorpedo traf. U 95 sank nach dem Torpedotreffer, wobei 35 Besatzungsmitglieder umkamen. 11 Besatzungsmitglieder und Schreiber wurden von dem niederländischen U-Boot aufgenommen und später als Kriegsgefangene den Briten übergeben. Schreiber und der Kommandant von U 433, Hans Ey, konnten in Gibraltar zunächst fliehen, wurden jedoch noch vor der spanischen Grenze wieder gefangen und umgehend nach London geschickt.
Am 22. Mai 1942 erhielt Schreiber das Deutsche Kreuz in Gold verliehen und wurde am 1. November 1943 zum Korvettenkapitän befördert.
Nach dem Krieg wurde er 1956 in die Bundesmarine übernommen. Als Fregattenkapitän war er von Januar 1961 bis Oktober 1962 Kommandant des Zerstörers Z 3. Anschließend wurde er bis März 1964 Kommandeur des Marinestützpunktkommandos Wilhelmshaven und war zusätzlich von Januar 1964 bis März 1964 in gleicher Position am Marinestützpunktkommando Kiel. Von Oktober 1964 bis September 1965 war er als Kapitän zur See Kommandeur des 1. Zerstörergeschwaders. Anschließend war er bis September 1966 Chef des Stabes und Stellvertreter der neu eingerichteten Inspektion der Marinewaffen im Marineamt. Von Oktober 1966 bis März 1968 war er Admiral der Marinewaffen der Inspektion der Marinewaffen. Er wurde Chef des Stabes des Marineamtes und wurde im Oktober 1968 Flottillenadmiral. In dieser Position blieb er bis Ende März 1971. Anschließend trat er in den Ruhestand.
Am 17. Februar 1971 erhielt er das Verdienstkreuz 1. Klasse verliehen.